# Mojš
Mojš es un municipio del distrito de Žilina en la región de Žilina, Eslovaquia, con una población estimada a final del año 2024 de 1496 habitantes.
Se encuentra ubicado al oeste de la región, cerca del curso alto del río Váh (cuenca hidrográfica del Danubio) y de la frontera con la región de Trenčín.

## Demografía
| Año        | 1994 | 2004    | 2014      | 2024     |
| ---------- | ---- | ------- | --------- | -------- |
| Población  | 490  | 450     | 924       | 1496     |
| Diferencia |      | −8,16 % | +105,33 % | +61,90 % |

| Año        | 2023 | 2024    |
| ---------- | ---- | ------- |
| Población  | 1450 | 1496    |
| Diferencia |      | +3,17 % |